# Werner Schön

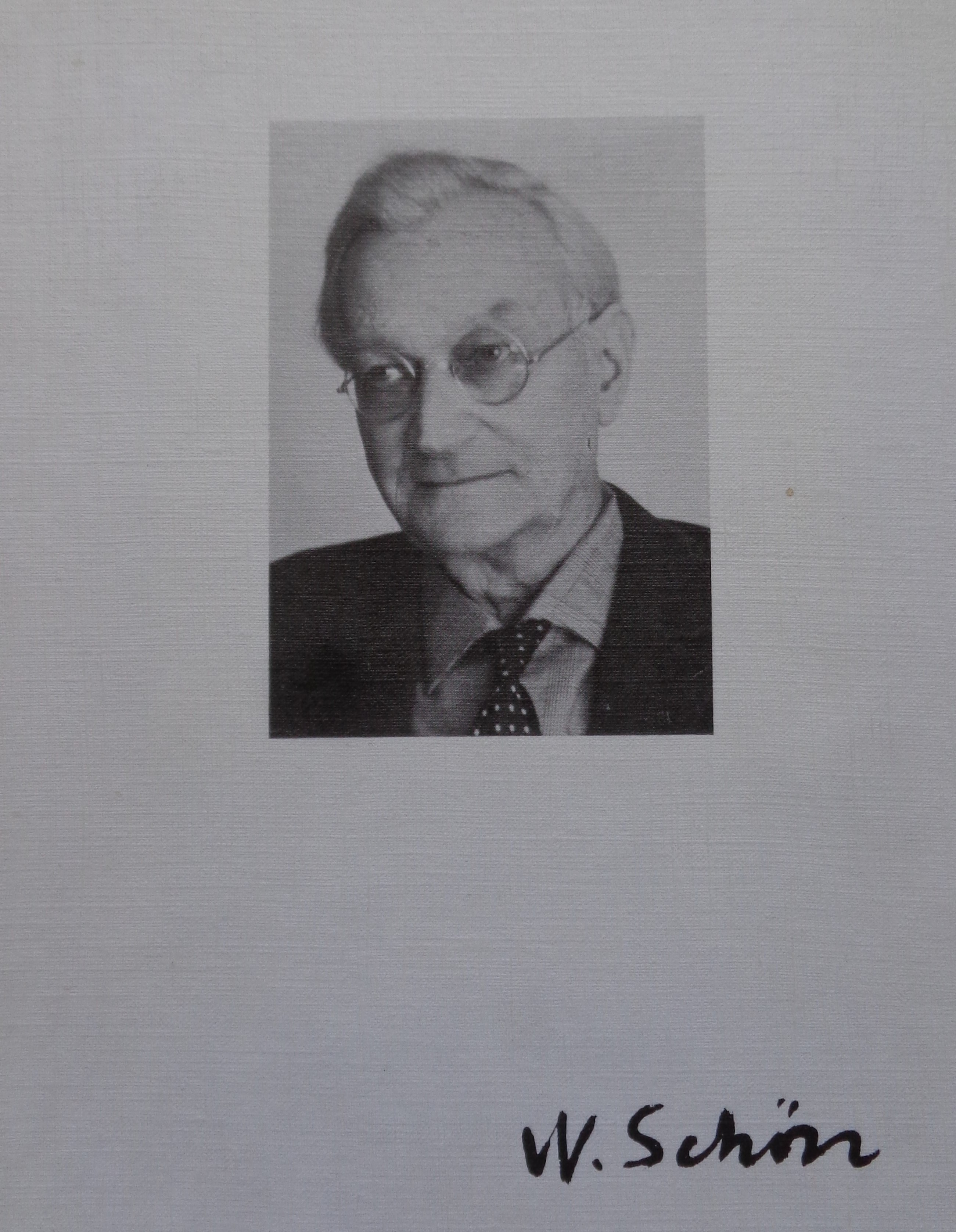
Umschlag Katalog Werner Schön

Werner Schön (* 29. April 1893 in Berlin; † 9. Oktober 1970 in Marquartstein) war ein deutscher Maler, Zeichner und Grafiker.

## Leben
Schöns Vater, aus Liegnitz stammend, war Rektor einer Volksschule in Berlin. Seine Mutter, eine geborene van Bahlen, aus Flamen stammend, starb, als der Künstler erst 16 Jahre alt war. Er verfiel in eine schwere Depression, eine Krankheit, die bereits seine Mutter geplagt hatte. Auf Wunsch des Vaters bereitete er sich auf den Lehrerberuf vor, weil ihm ein Studium an einer Kunstakademie nicht erlaubt wurde. Er konnte dann aber 1910 bis 1914 den Beruf des Porzellanmalers an der Königlichen Porzellan-Manufaktur in Berlin erlernen. Daneben besuchte er Abendkurse an der Königlichen Kunstschule zu Berlin und der Unterrichtsanstalt des Kunstgewerbemuseums Berlin sowie bei Franz Türcke (1877–1959). Türcke hatte bei der Königlichen Porzellan-Manufaktur gearbeitet und konnte dann bei den Landschaftsmalern Eugen Bracht sowie Albert Hertel Landschaftsmalerei studieren. Anschließend war er wieder für die Manufaktur unter Theo Schmuz-Baudiß tätig.

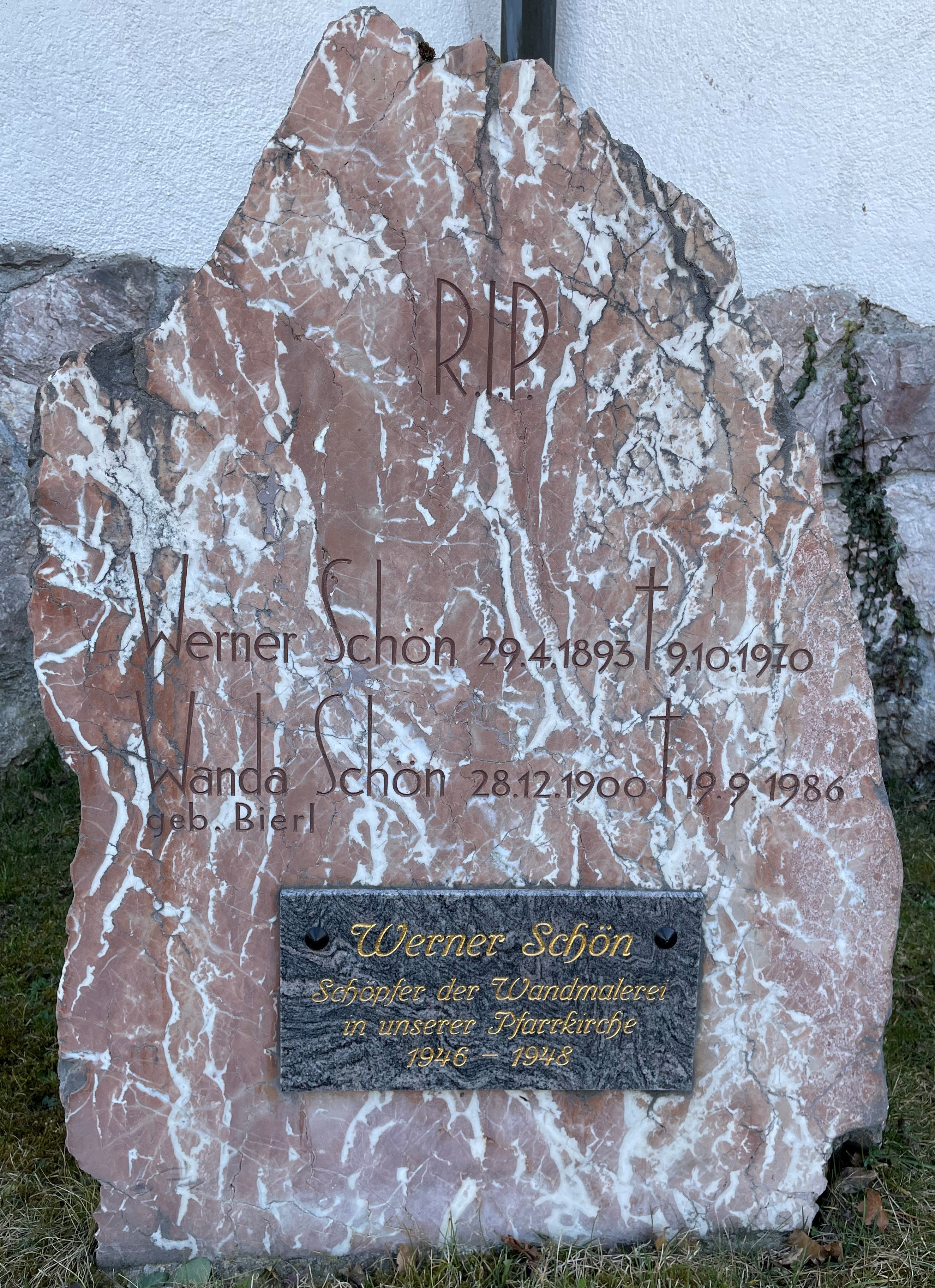
Grabstein Werner und Wanda Schön

Aufgrund seiner starken Kurzsichtigkeit war Schön im Ersten Weltkrieg zunächst zurückgestellt, wurde aber 1916 doch noch eingezogen. 1918 konnte er seine Tätigkeit als Porzellanmaler und seine freie Arbeit wieder aufnehmen. Er wurde Mitglied im Reichsverband bildender Künstler und beteiligte sich an Ausstellungen.
Nach exzessivem Schaffen in den Jahren 1912 bis 1926 erlitt er einen schweren Zusammenbruch und musste längere Zeit im Krankenhaus behandelt werden. Er bekam zwar eine kleine Pension von der Porzellan-Manufaktur, die es ihm erlaubte Reisen zu unternehmen, aber 1929 fand er doch wieder regelmäßige Arbeit nun beim Ullstein-Verlag in der Bildabteilung für die Reproduktion und als Retusche. Anfang der 1930er Jahre lernte er seine spätere Ehefrau Wanda Bierl kennen.
1937 fühlte er sich von der Arbeit im mittlerweile „arisierten“ Ullstein-Verlag gesundheitlich wieder so sehr belastet, dass er sich entschloss, sie aufzugeben und nach Süddeutschland zu ziehen. Er erwarb zusammen mit seiner Frau ein altes Haus in Piesenhausen bei Marquartstein, das er renovierte, wo er sich erholte und bis zu seinem Lebensende blieb. Nach 1945 unternahm er zahlreiche Reisen nach Südtirol und Italien bis Capri und vor allem immer wieder in die Alpen.
Der Grabstein Schöns wurde nach der Auflassung der Grabstätte als Erinnerung an den Schöpfer der Wandmalereien in der Kirche auf der Nordseite des Friedhofs „Zum Kostbaren Blut“ aufgestellt.

## Werk

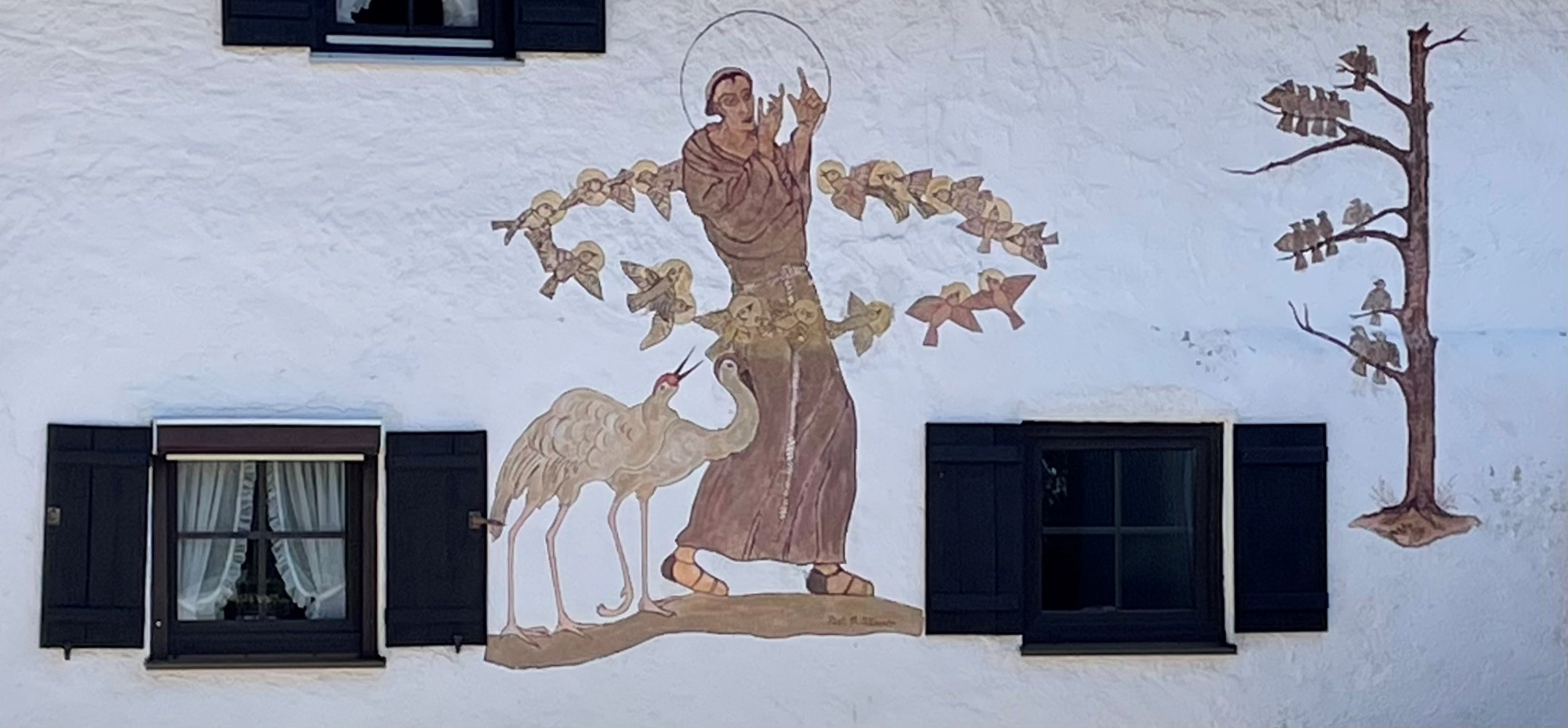
Fresko von Werner Schön an seinem ehemaligen Haus, Altweg 38, Piesenhausen

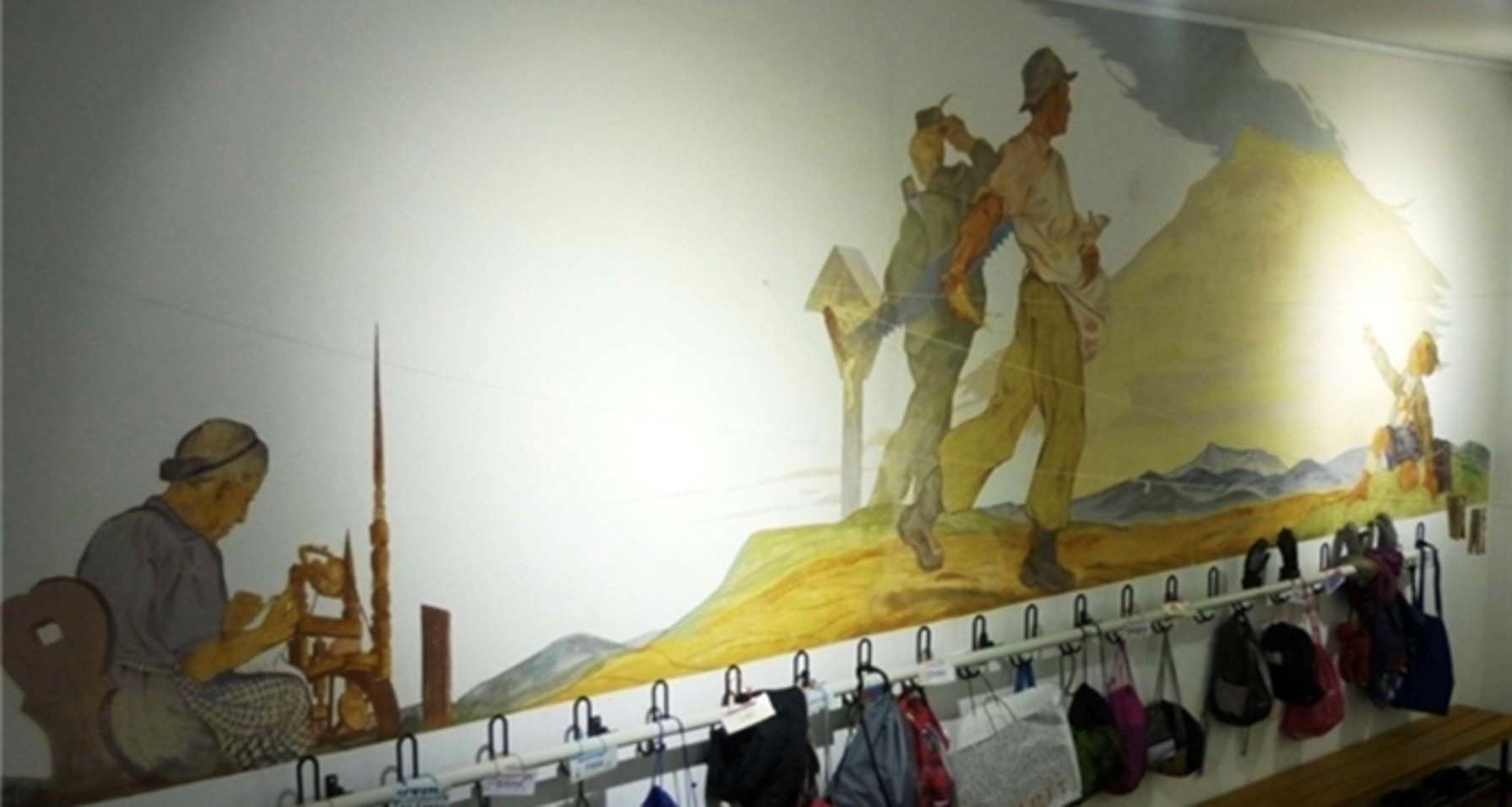
Fresko von Werner Schön in der Grundschule Marquartstein

In seiner Lehrzeit entstanden vor allem Naturstudien, aber auch Tier- und Aktbilder. Nach seinem Kriegsdienst entstanden mystische Visionen, die in ihrer stilisierten Ausführung an die Bilder des Jugendstilmalers Carl Strathmann und in ihrer psychologisierenden Phantastik an die Visionen eines Alfred Kubin erinnern. Später klärte sich sein Stil zu einem gemäßigten Nachexpressionismus.
Nach dem Zweiten Weltkrieg konnte Werner Schön vielfach in den Mittelmeerraum reisen, wo er  Landschaftszeichnungen und -bilder schuf.
1946 bis 1948 malte er die 1935/36 von Georg Berlinger jun. errichtete Katholische Pfarrkirche „Zum kostbaren Blut“ in Marquartstein mit Fresken zum Credo aus, sein Hauptwerk. In der Umgebung von Marquartstein entstanden weitere Fresken, in denen Schön auch die Motive der lokalen Lüftlmalerei aufgriff. Nach einer Verschlechterung seines gesundheitlichen Zustands ab 1963 entstanden nur noch kleinere Werke, unter anderem auf Goldgrund gemalte Blumendarstellungen.
2018 beschloss der Gemeinderat von Marquartstein, das Wandbild in der Grundschule zu erhalten, aber abzudecken, da die Darstellung einer alten Frau am Spinnrad als nicht mehr zeitgemäß angesehen wurde.

## Die Fresken in der Kirche Zum kostbaren Blut

Wandbilder
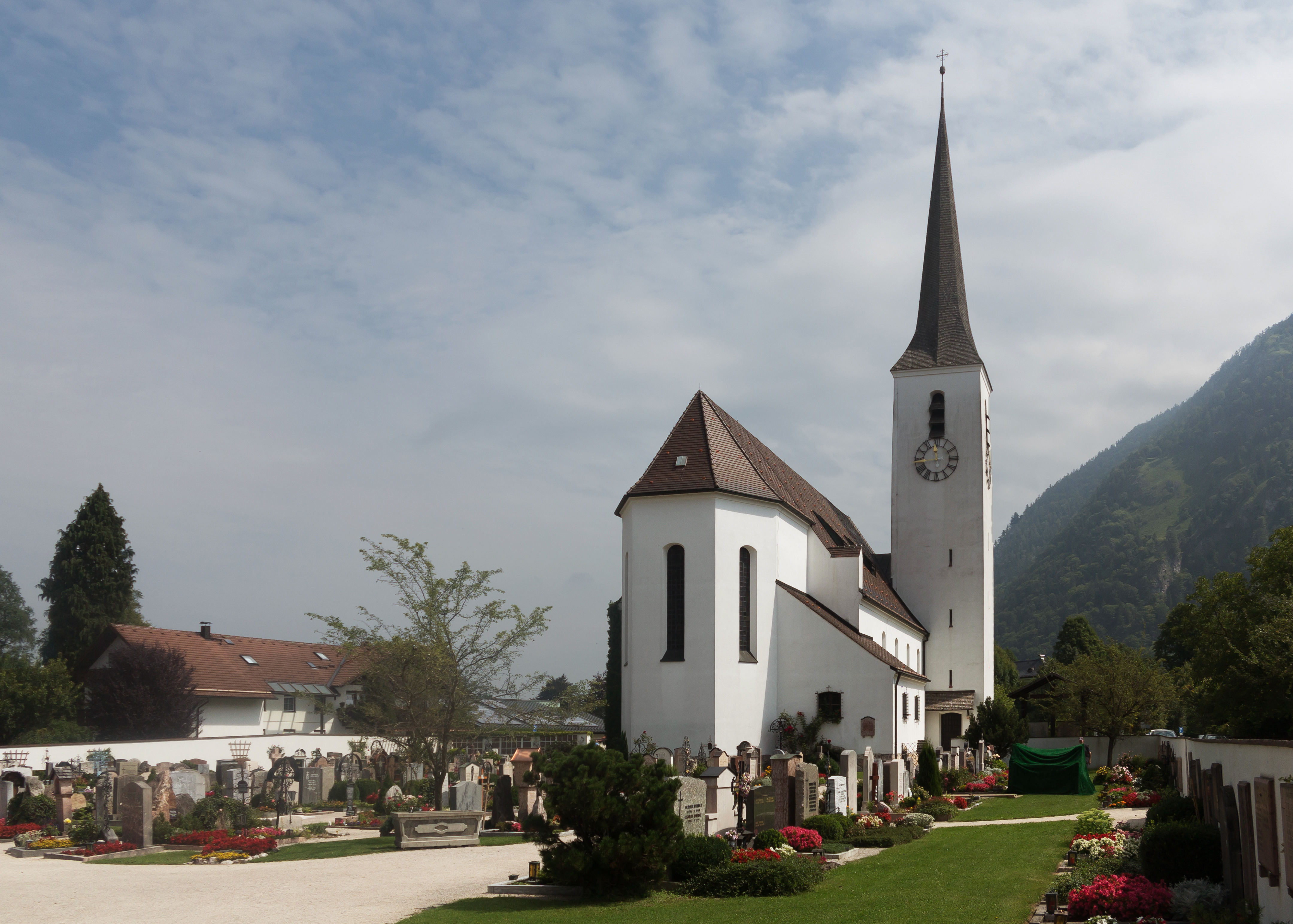
Die Pfarrkirche Heilig Blut
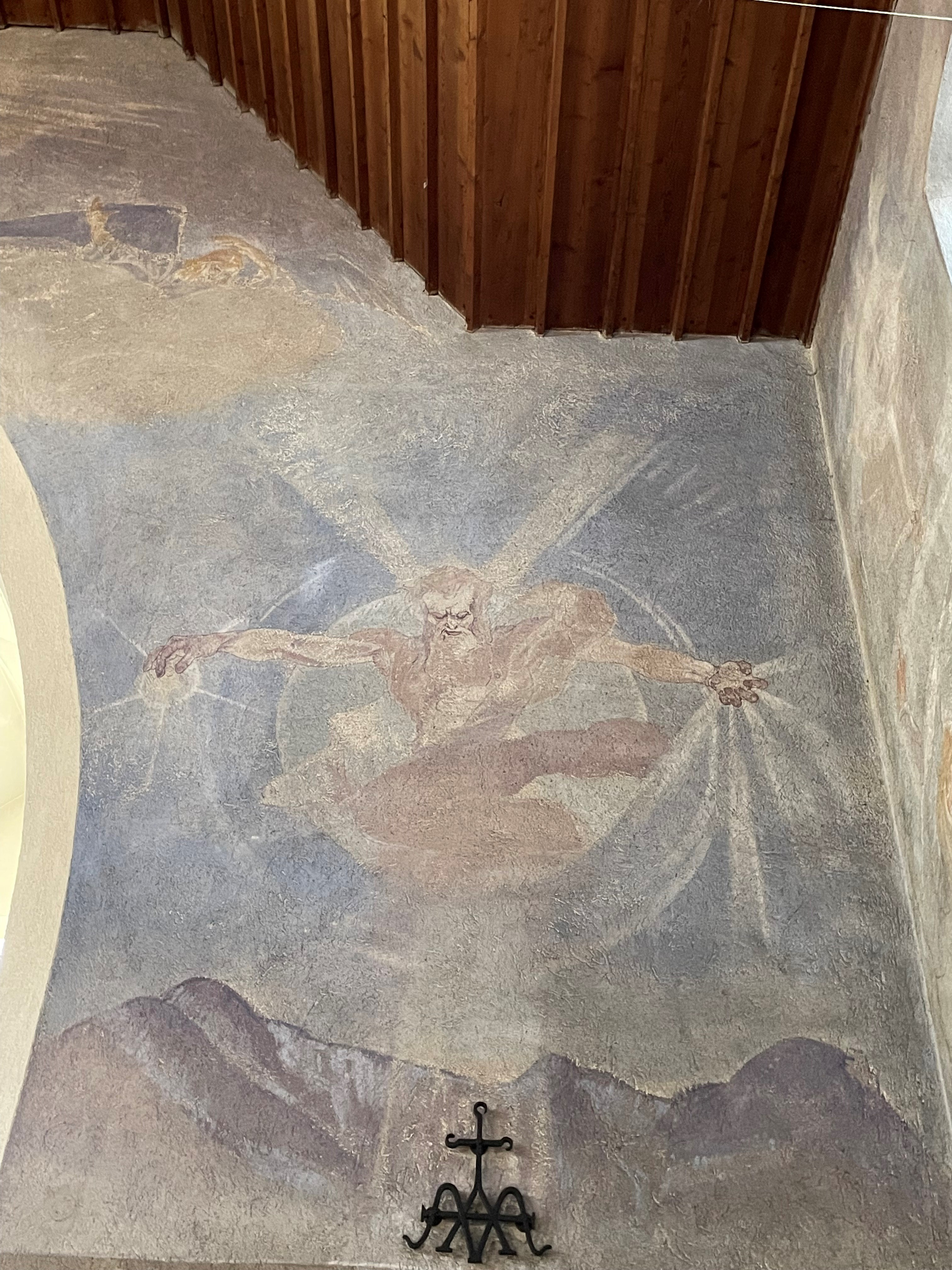
Credo 1
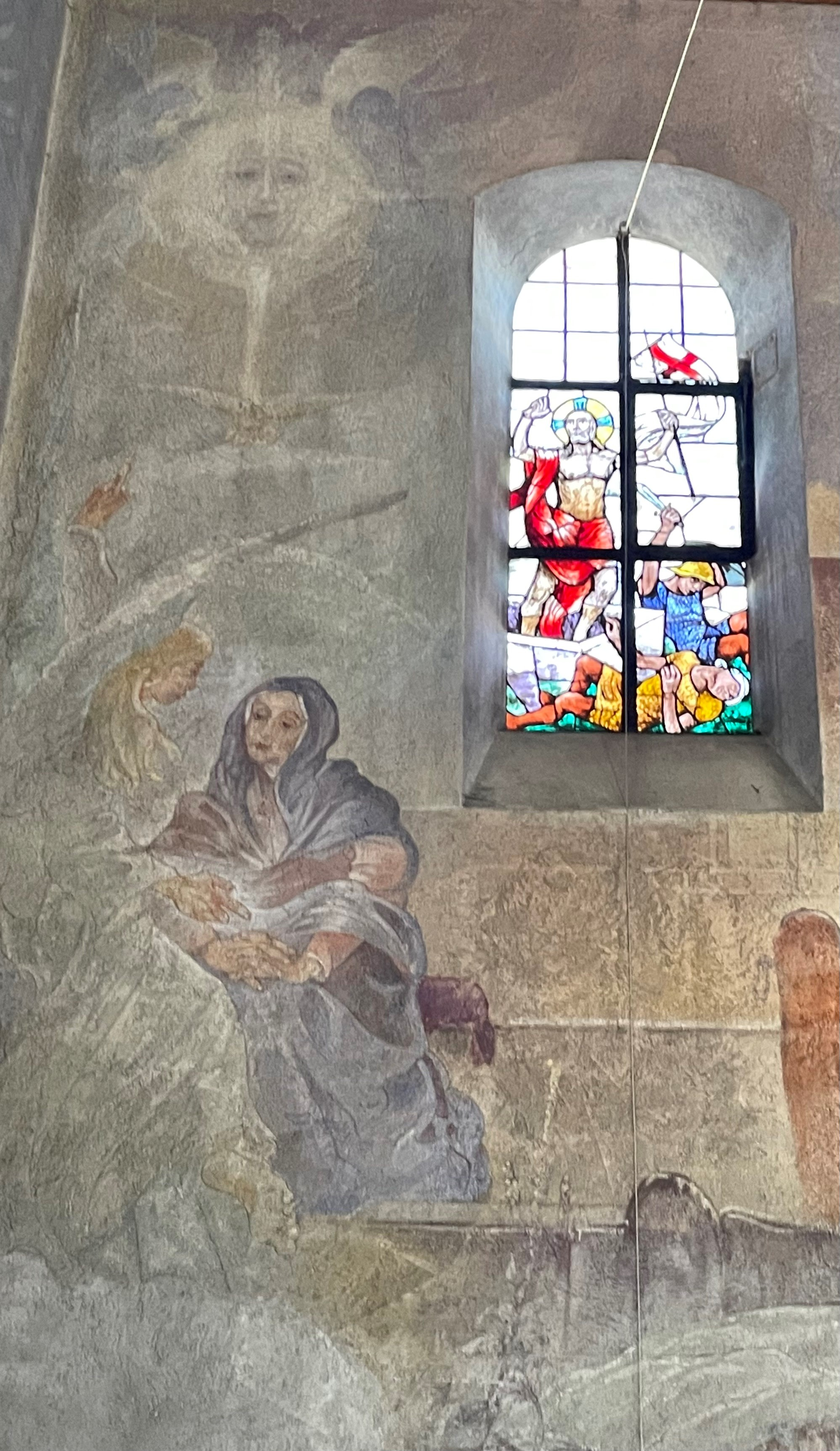
Credo 2
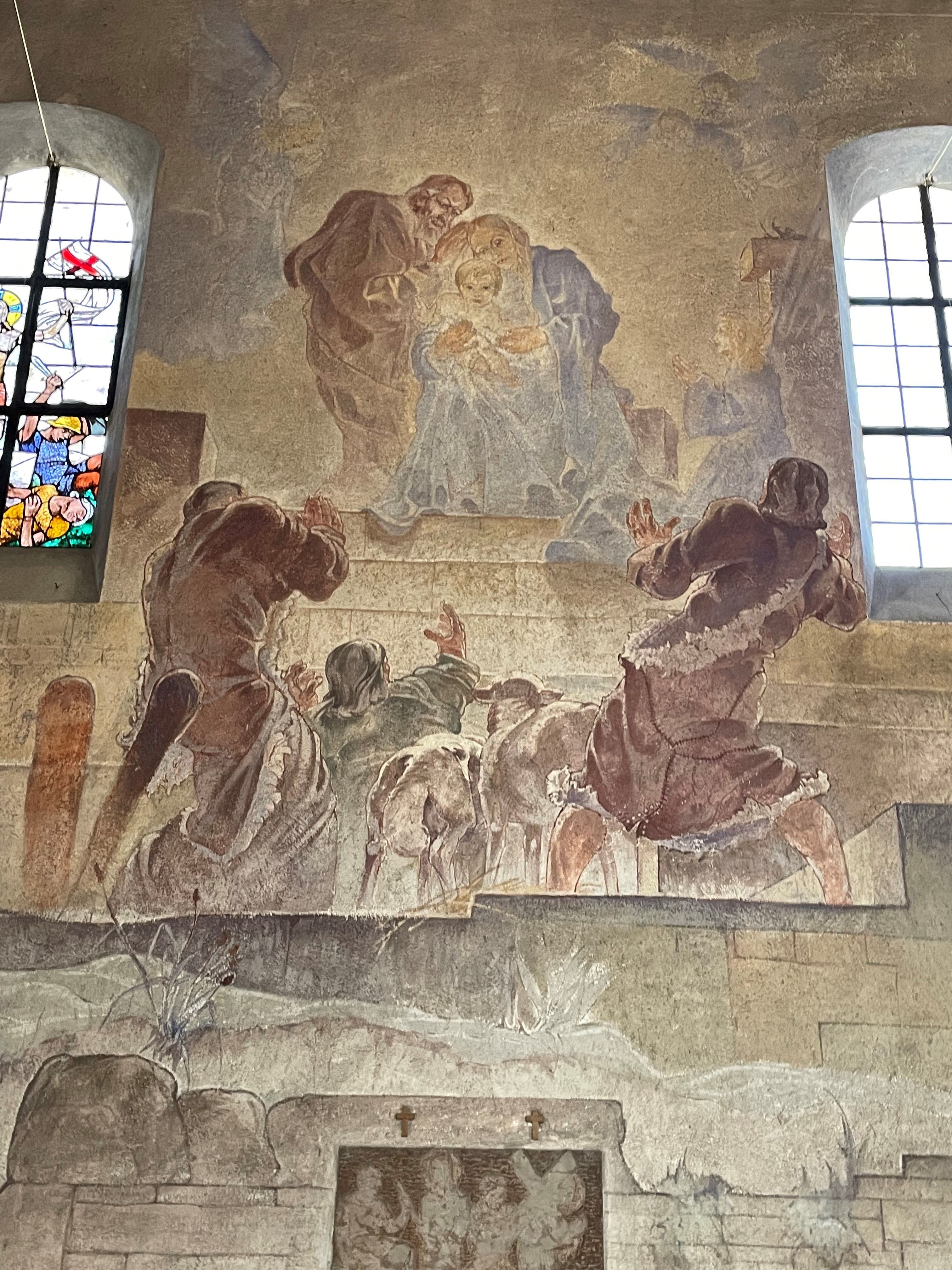
Credo 3
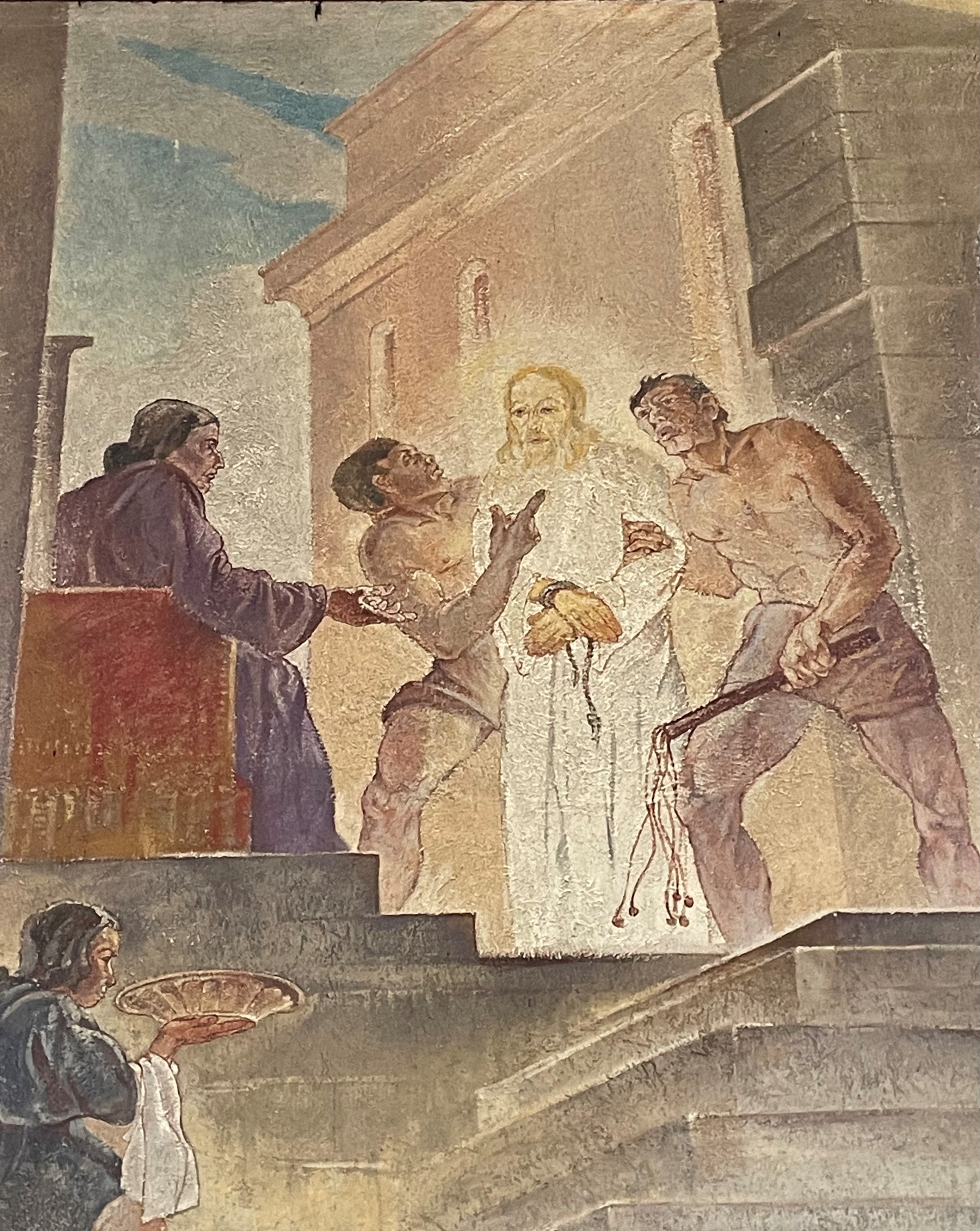
Credo 4
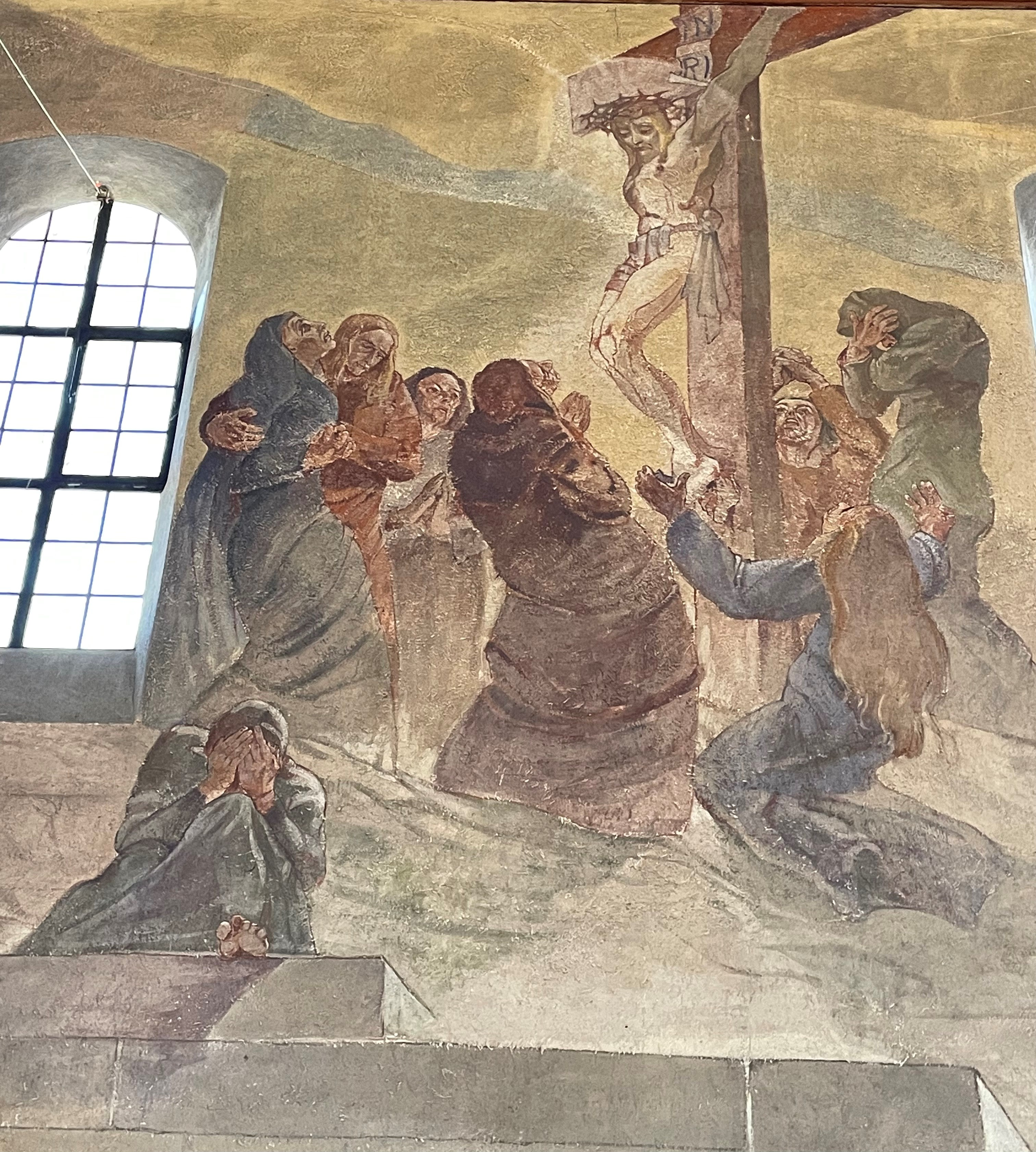
Credo 5
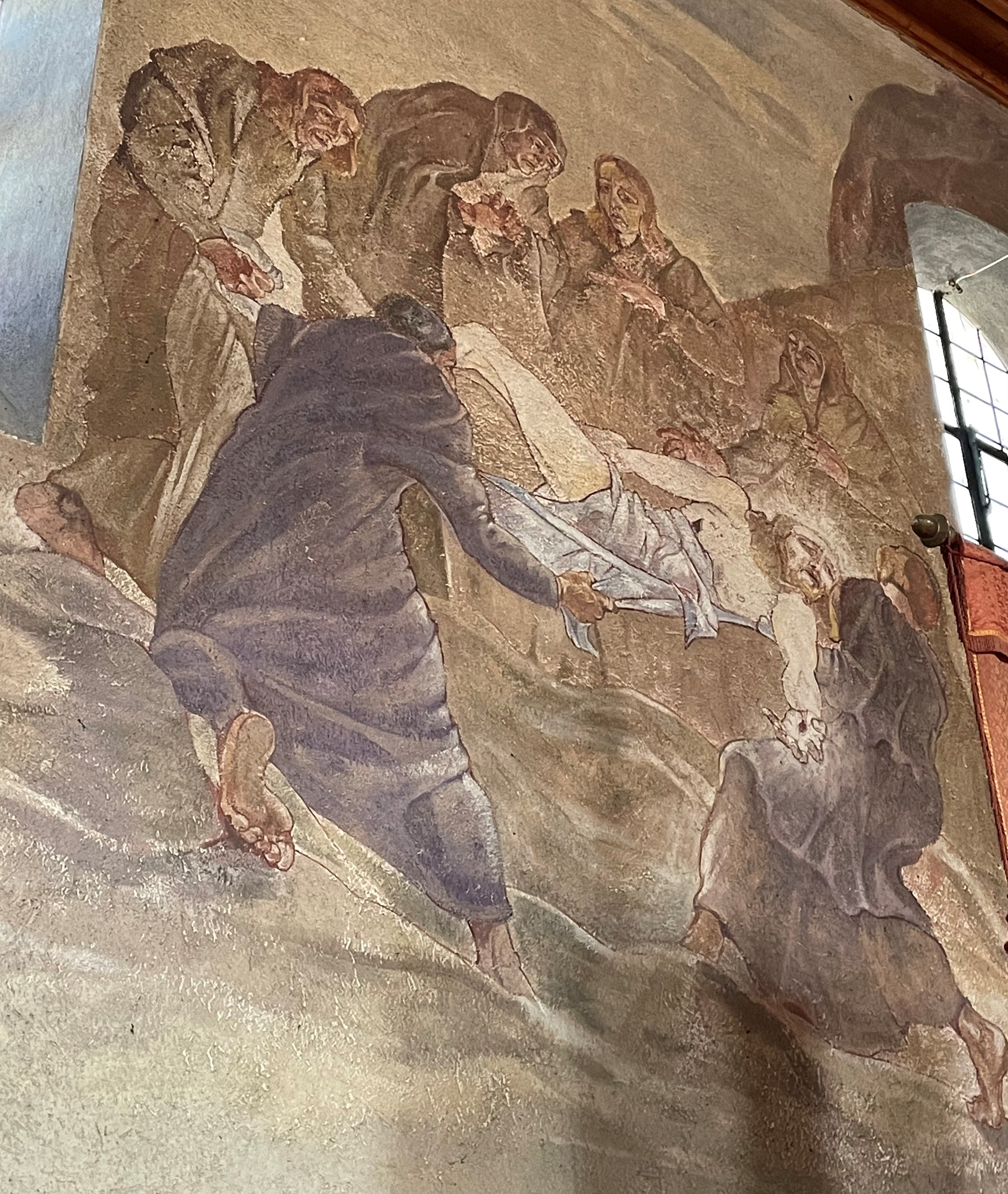
Credo 6
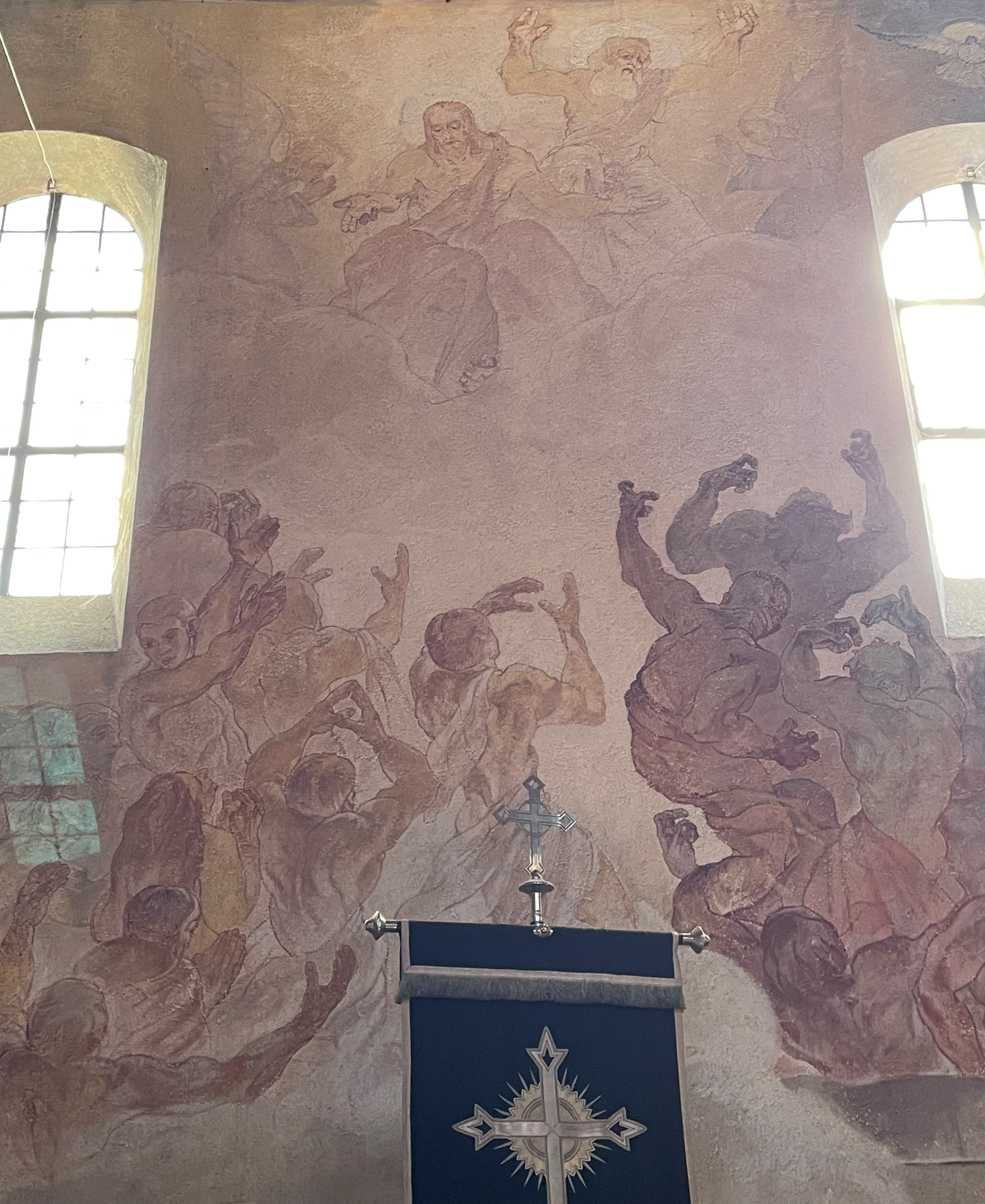
Credo 7
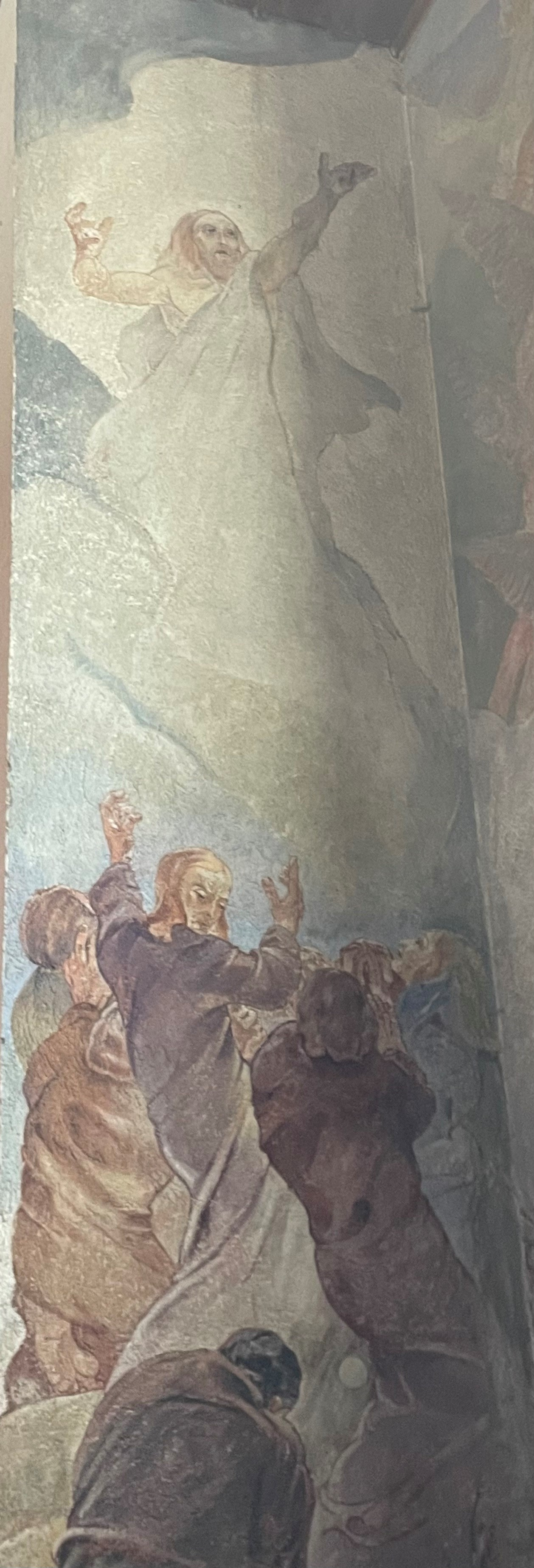
Credo 8
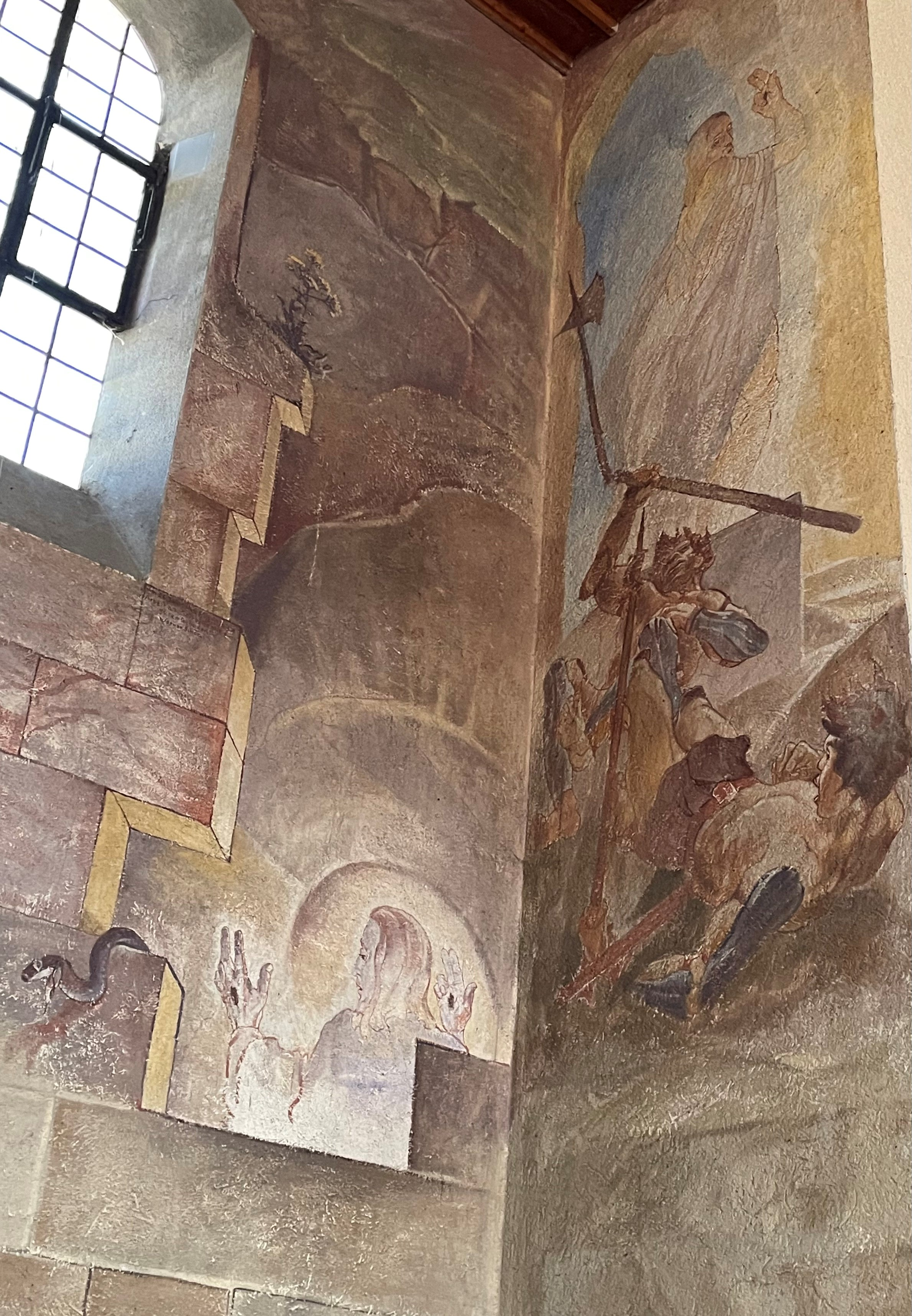
Credo 9
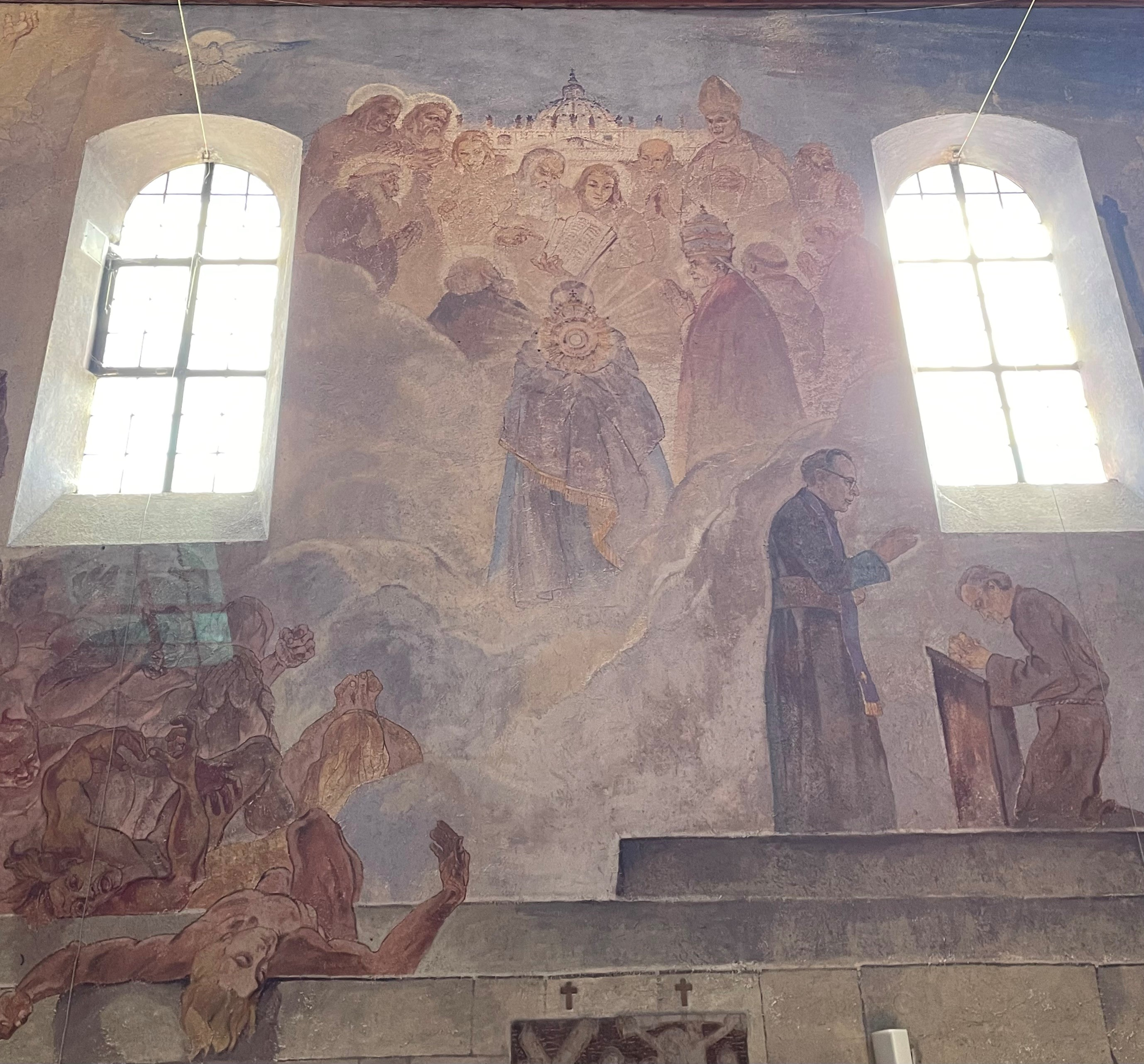
Credo 10
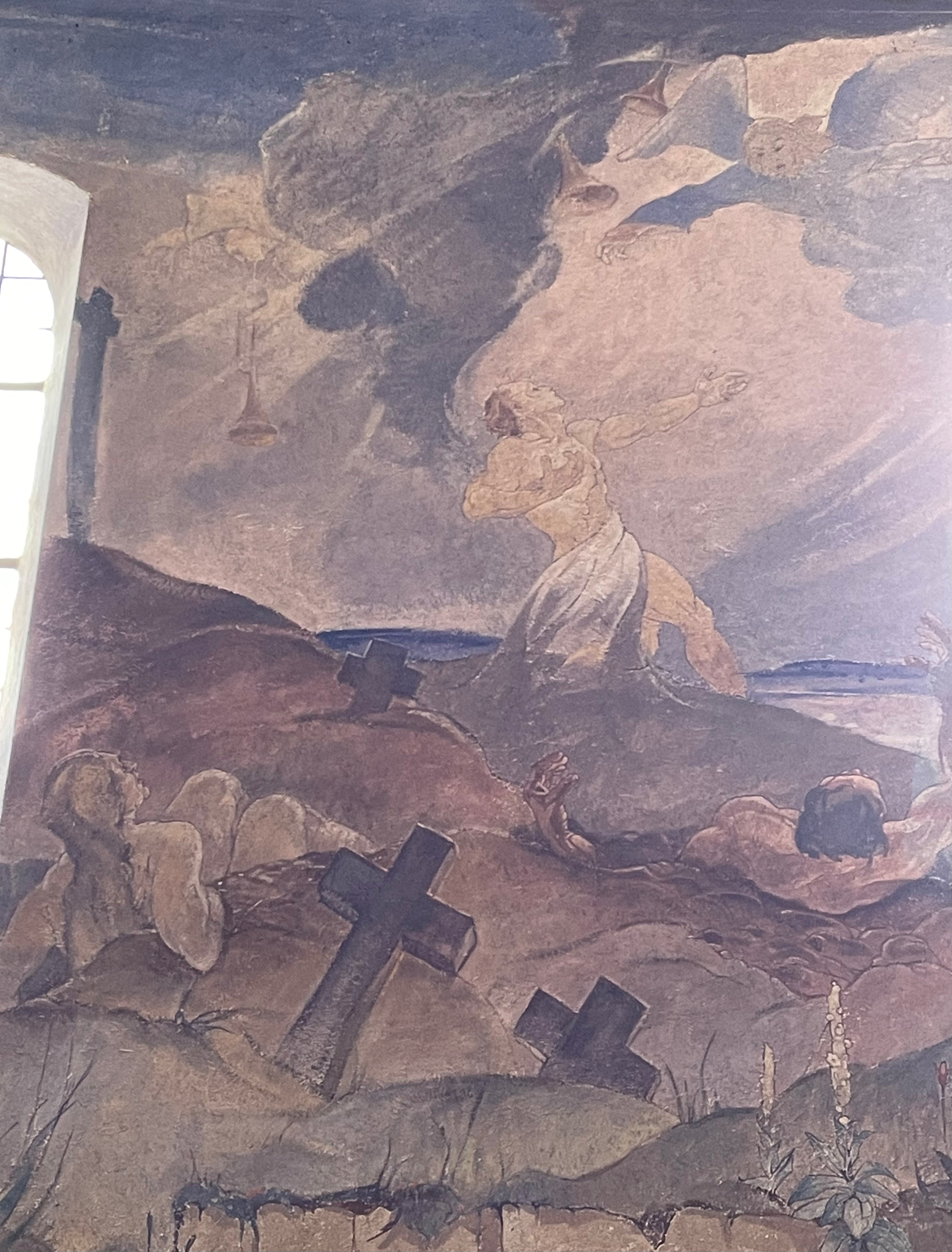
Credo 11
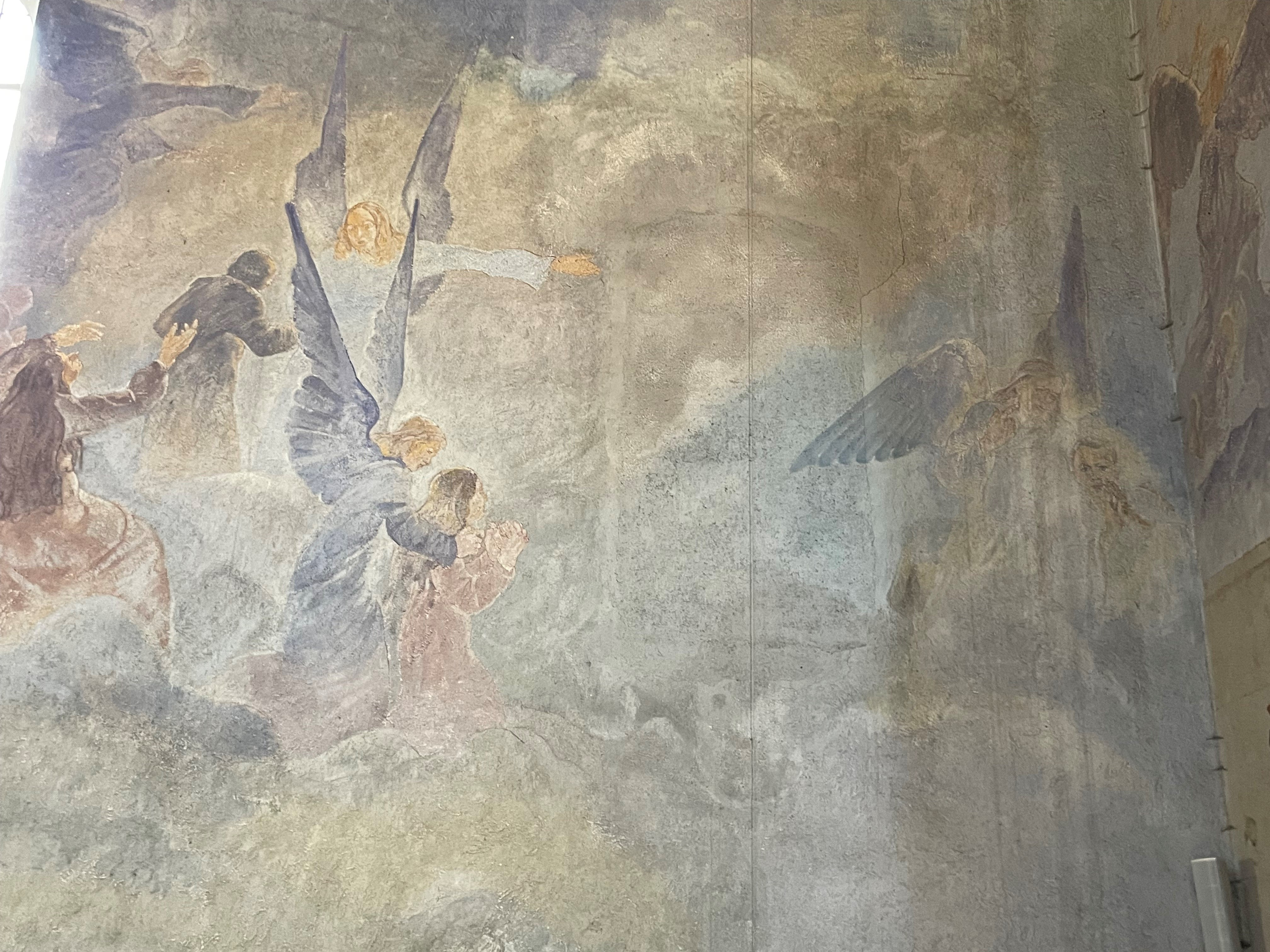
Credo 11 (2. Teil)
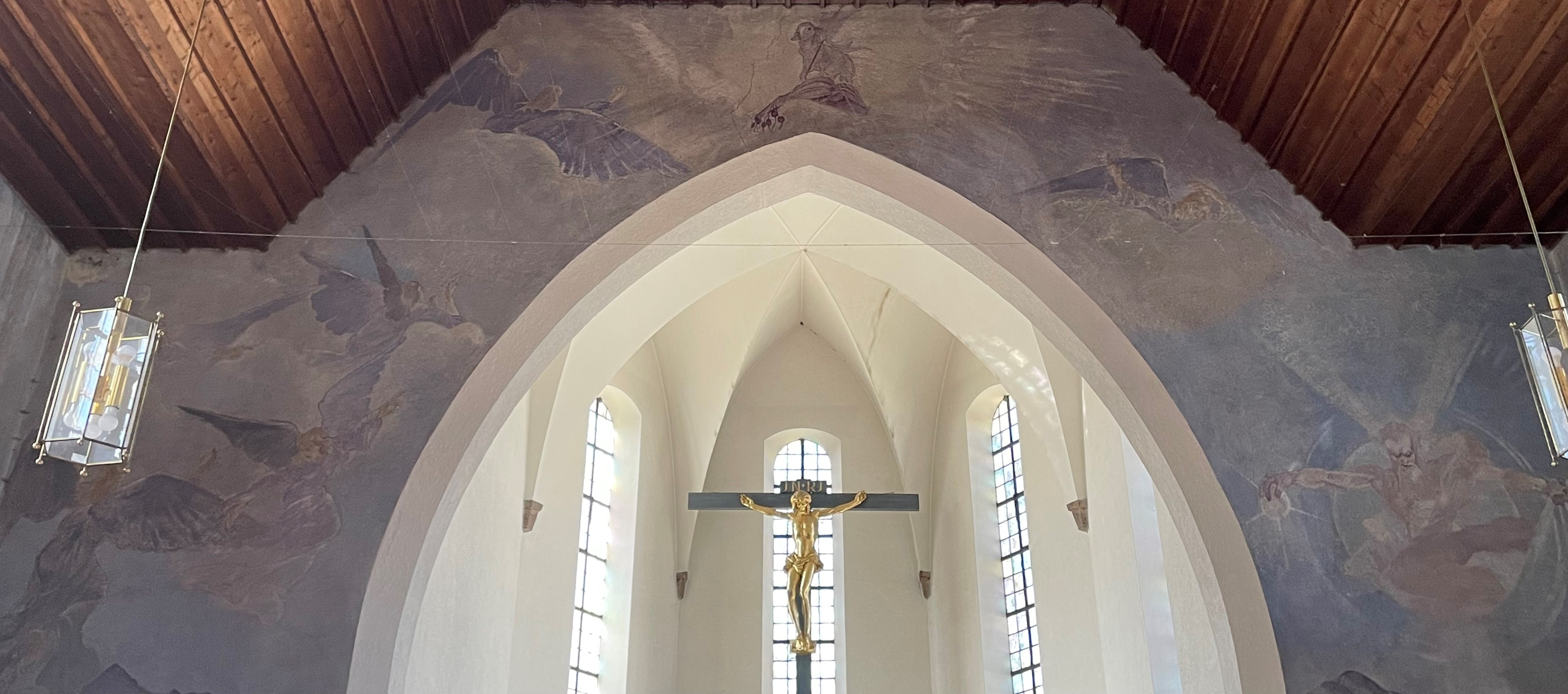
Credo 12